# Ed Bonja
Ed Bonja (geboren 1945 in Chicago, Illinois; gestorben 4. September 2019 in Berlin) war ein US-amerikanischer Fotograf und Tour-Manager. Er war der langjährige Fotograf von Elvis Presley.

## Leben und Werk
Ed Bonja sah und hörte Elvis zum ersten Mal im Jahr 1957 im Pan Pacific Auditorium von Los Angeles, wo dieser an zwei Tagen hintereinander Konzerte gab. Nach eigenen Angaben lernte Bonja den Rock-’n’-Roll-Musiker in den Sechzigerjahren persönlich kennen und wurde schließlich Assistent des Elvis-Managers Colonel Tom Parker. Er begleitete Elvis auf seinen Tourneen als Konzertfotograf und Tourmanager von 1970 bis kurz vor dessen Tod 1977.
Es gab keinen anderen Fotografen, der mehr Bilder von Elvis Presley machte als Ed Bonja. Dieses Werk soll rund 9.000 Bilder umfassen, von denen rund tausend in einem Fotoband publiziert wurden; der Großteil ist unveröffentlicht. Bonjas Aufnahmen finden sich auf mehreren LP-Covern und Postern des Musikers und wurden in Ausstellungen gezeigt. Bonja war bei rund tausend Elvis-Konzerten anwesend und durfte fallweise sogar auf der Bühne fotografieren; dabei erlebte und dokumentierte er die hysterische Begeisterung und die innige Verehrung der Fans hautnah.
Bonja arbeitete mit dem Musikproduzenten Bernhard Kurz zusammen und stellte seine Erfahrungen für eine Tribute-Show über Elvis Presley zur Verfügung.
Im August 2004 war er an einem schweren Autounfall beteiligt, als er als Fahrer von der Fahrbahn abkam. Sein Beifahrer und Freund war der Elvis-Tourmanager Al Dvorin; da dieser nicht angeschnallt war, wurde er aus dem Wagen geschleudert und starb noch am Unfallort. Bonja überlebte den Unfall mit Verletzungen.
2008 übersiedelte Ed Bonja nach Soest. Er starb im Alter von 74 Jahren nach schwerer Krankheit in einem Berliner Krankenhaus.

## Buchpublikation
- Elvis Shot by Ed Bonja. ISBN 978-87-986523-3-5.